# Австро-турецкие войны
Австро-турецкие войны — серия военных конфликтов между Османской империей и  монархией Габсбургов за северную часть Балканского полуострова и территории Венгерского королевства. Началом этих конфликтов считается Мохачская битва, после которой треть Венгрии стала данником Османской империи.
В XVI веке Османская империя была серьёзной угрозой Европе, а Австрия не могла мобилизоваться на отпор из-за Реформации и франко-габсбургского соперничества. Однако у Османской империи в это время были свои проблемы — с Персией на востоке и египетскими мамлюками на юге — которые не позволили ей обратить против Европы все свои усилия.
Изначально правившие Австрией Габсбурги воевали против турок в коалиции с другими странами, где правили другие представители этой династии, в результате чего австро-турецкие войны были частью более широких османо-габсбургских войн, однако вестфальский мир 1648 года и Война за испанское наследство 1701—1714 годов оставили Австрию единственным компактным габсбургским владением.
Нарастающее превосходство Европы в военном деле позволило Австрии отвоевать Венгрию и начать наступать на Балканах. В результате Австро-турецких войн 1737 — 1739 и 1787 — 1791 годов (переплелись с русско-турецкими войнами 1735 — 1739 и 1787 — 1791 годов) побеждённая Австрия возвратила Османской империи часть Сербии и Валахии.
Конфликты завершились, когда во время Первой мировой войны Австро-Венгрия и Османская империя стали союзниками, а после войны обе империи прекратили своё существование.